# Silber-Zink-Akkumulator

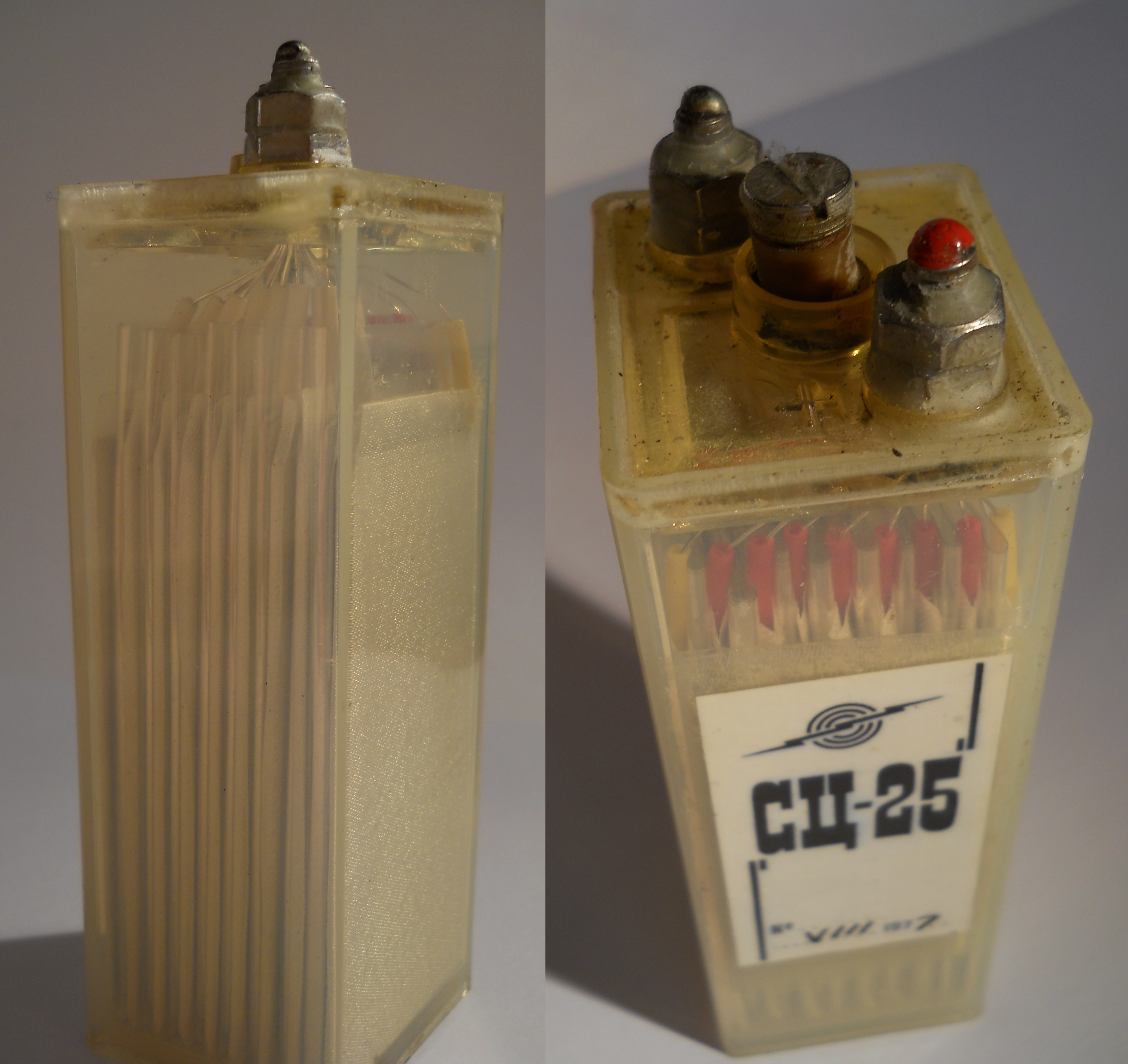
Silber-Zink-Akkumulator СЦ-25 sowjetischer Bauart

Ein Silber-Zink-Akkumulator ist ein recht teurer Akkumulator mit geringer Lebensdauer, der eine sehr hohe Kapazität bei geringem Volumen und Gewicht erreicht.
Die Nennspannung einer Zelle beträgt 1,5 Volt.

## Aufbau
Beim Silber-Zink-Akkumulator besteht im entladenen Zustand die positive Elektrode aus Silber (Ag) und die negative Elektrode aus Zinkhydroxid (Zn(OH)2). Im geladenen Zustand besteht die positive Elektrode aus Silber(I,III)-oxid (Ag2O2) und die negative Elektrode aus Zink (Zn). Als Elektrolyt wird Kalilauge (KOH) der Dichte 1,4 g/cm³ verwendet.

## Chemische Prozesse
Bei der Ladung laufen folgende chemische Vorgänge ab:
{\displaystyle \mathrm {2\ Ag+Zn(OH)_{2}+ZnO\rightarrow Ag_{2}O_{2}+2\ Zn+H_{2}O} }
Beim Entladen laufen die Vorgänge in Gegenrichtung ab.
Bei der Ladung nimmt durch die Bildung von Wassermolekülen die Konzentration des Elektrolyts ab. Dies kann wie beim Bleiakkumulator, bei dem die Dichteänderung allerdings in umgekehrter Reihenfolge verläuft, zur Bestimmung des Ladezustands genutzt werden.

## Allgemeine technische Daten (1968)
- Nennspannung: 1,5 V
- Lade-Anfangsspannung: 1,65 V
- Lade-Schlussspannung: 2,1 V
- Entlade-Anfangsspannung: 1,65 V
- Entlade-Schlussspannung: 1,0 V
- Normalladung: 12 Stunden mit 0,1 A/Ah
- Schnellladung: 2,5 Stunden mit 0,4 A/Ah (nur in dringenden Fällen!)
- Normalentladung: 5 Stunden mit 0,2 A/Ah
- Schnellentladung: 5 Minuten mit 5 A/Ah

- Energiedichte: 65 bis 210 Wh/kg entspricht 0,23 bis 0,76 MJ/kg

- Innenwiderstand: etwa 2 mΩ·Ah
- Lebensdauer: 50 bis 100 Zyklen bzw. 1 Jahr

- Temperaturverhalten:
- bei +20 °C – Nennkapazität
- bei +30 °C – etwa 85 % der Nennkapazität
- bei −20 °C – etwa 50 % der Nennkapazität

## Vorteile
- hohe Kapazität (etwa 120 Ah pro dm³, etwa 90 Ah pro kg)
- sehr hohe kurzzeitige Stromimpulse (über 1000 A / Ah sind möglich)
- geringe Selbstentladung (etwa 25 % nach einem Jahr)
- Weniger giftige / umweltschädliche Stoffe

## Nachteile
- hoher Preis
- geringe Lebensdauer
- sehr empfindlich gegen Überladung
- Memory-Effekt

## Anwendung
Der Silber-Zink-Akkumulator wurde oder wird besonders in mobilen Anwendungen eingesetzt, die geringe Masse erfordern und bei denen Kosten nicht im Vordergrund stehen. Das sind Akkumulatoren von tragbaren Funkgeräten, Flugzeugen, Raumfahrzeugen oder Meerestechnik.
Ein prominentes Beispiel war der erste künstliche Erdsatellit Sputnik 1, der einen 50 kg schweren Silber-Zink-Akkumulator enthielt. Auch die Apollo-Mondlandefähre und das Mondfahrzeug LRV des Apollo-Programms waren mit einer Silber-Zink-Batterie ausgestattet.
Torpedos sind ein Beispiel aus der Wehrtechnik; hier und bei anderen Anwendungen werden die geladen vorgefertigten Akkumulatoren z. T. erst beim Einsatz mit Elektrolyt befüllt.

## Weiterentwicklung
Der kalifornische Hersteller ZPower versuchte sich 2008 an der Weiterentwicklung des Silber-Zink-Akkumulators, man versprach sich Konkurrenzfähigkeit zu Lithium-Ionen-Akkumulatoren u. a. durch bessere Recyclingfähigkeit und risikoärmere chemische Zusammensetzung.